# Jarosław Trześniewski-Kwiecień
Jarosław Trześniewski-Kwiecień (ur. 27 stycznia 1961 w Mławie) – polski prawnik, poeta, prozaik, eseista, publicysta, sędzia w stanie spoczynku specjalizujący się w problematyce ksiąg wieczystych, historyk.

## Życiorys
Absolwent Liceum Ogólnokształcącego im. Stanisława Wyspiańskiego w Mławie i Wydziału Prawa i Administracji Uniwersytetu Warszawskiego. Współzałożyciel Związku Twórców Ziemi Zawkrzeńskiej oraz współorganizator Tygodni Kultury Chrześcijańskiej. Przez wiele lat sędzia i przewodniczący Wydziału Ksiąg Wieczystych Sądu Rejonowego w Mławie.
Publikował m.in. na łamach czasopism: „Literatura”, „Powściągliwość i Praca”, „Więź”, „Pismo Literacko-Artystyczne”, „Nowy Medyk”, „Integracje, 44”, „Bliza”, a także w prasie regionalnej („Sedno”, „Tygodnik Ciechanowski”, „Dziennik Pojezierza”, „Gazeta Mławska”, „Dwutygodnik Mławski”, „Wiadomości Mławskie”, „Głos Mławy”, „Kolęda”, „Kurier Mławski”, „Te Deum”). Współautor almanachów i kilku antologii poezji Związku Twórców Ziemi Zawkrzeńskiej oraz pracy Wpisy do ksiąg wieczystych (wraz z Piotrem Borkowskim; 2002, 2008). W 2024 za tom Licytacje (weksle apokalipsy) został nominowany do Orfeusza – Nagrody Poetyckiej im. K.I. Gałczyńskiego.
Do najważniejszych osób, które poznał, zalicza Jana Twardowskiego i Annę Kamieńską a najważniejszymi wierszami są: Ci koczujący apatrydzi, Pomiędzy gwiazdami i Nazwać po imieniu.

## Wybrane książki poetyckie
- W stronę Beethovena (1999, debiut)[3]
- Pomarańczowy zeszyt (Związek Twórców Ziemi Zawkrzeńskiej, 2003, ISBN 83-914501-5-5)
- Casus mixtus (Związek Twórców Ziemi Zawkrzeńskiej, 2009, ISBN 978-83-922105-7-3)
- Sonaty i repertoria („Zeszyty Poetyckie”, 2014, ISBN 978-83-62947-48-5)[4]
- Nadejście (Fundacja Duży Format, 2016, ISBN 978-83-64530-42-5)
- Piwnica Mozarta (Fundacja Duży Format, 2020, ISBN 978-83-66584-08-2)
- Licytacje (weksle apokalipsy) (Fundacja Duży Format,2023,ISBN 978-83-66584-80-8)